# Miridius
Genre
Miridius est un genre d'insectes du sous-ordre des hétéroptères (punaises) et de la famille des Miridae.

## Liste d’espèces
Selon Catalogue of Life (4 juillet 2025) :
- Miridius longiceps Wagner, 1955
- Miridius multidentatus Carapezza, 1997
- Miridius pallidus Horvath, 1887
- Miridius quadrivirgatus (A. Costa, 1853)
- Miridius rubrolineatus (Poppius, 1912)